# Astragalus cremnophylax
Astragalus cremnophylax es una  especie de planta herbácea perteneciente a la familia de las leguminosas. Se encuentra en Norteamérica.

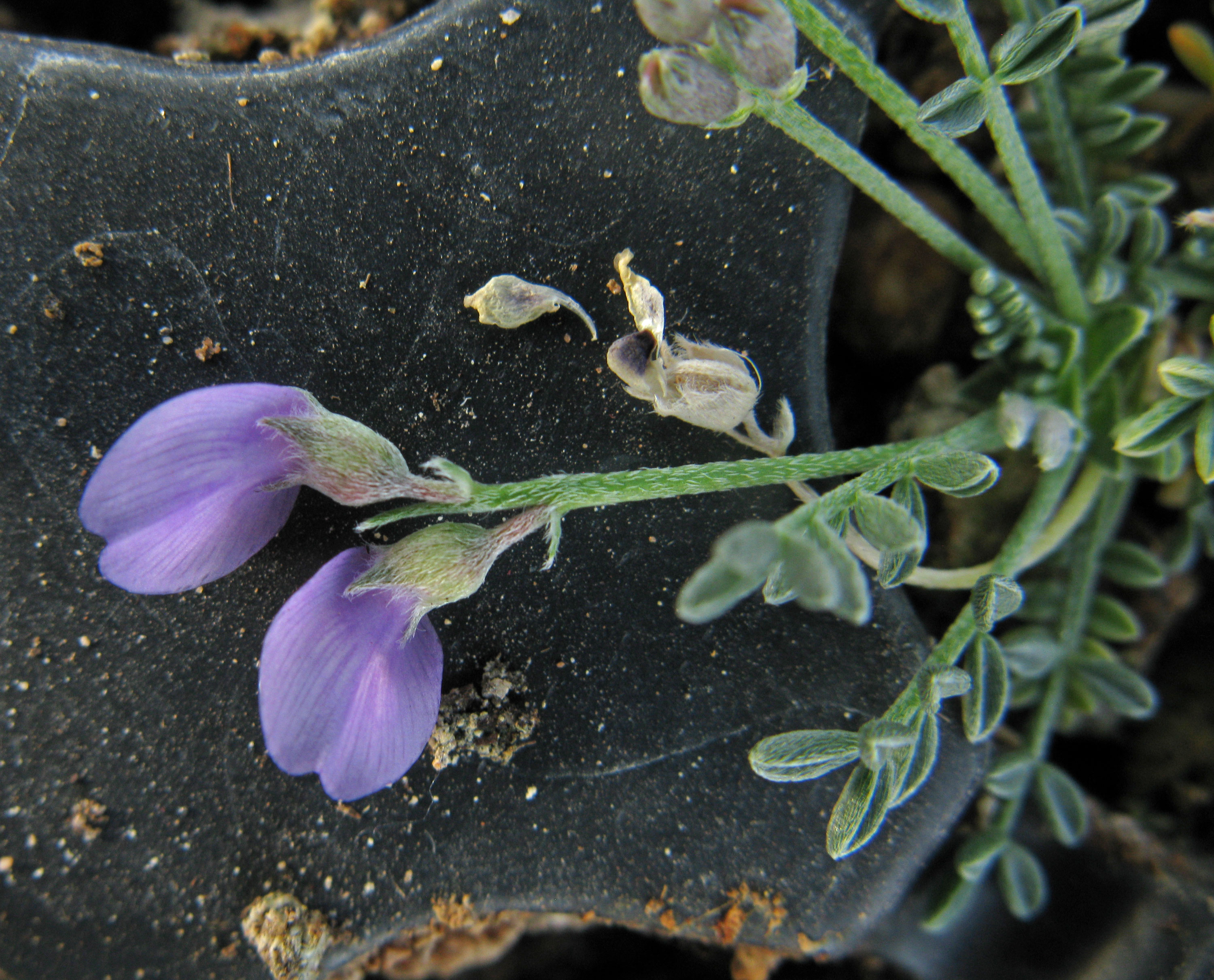
Vista de la flor

## Distribución
Es una planta herbácea perennifolia que se encuentra en  Estados Unidos en Arizona.

## Taxonomía
Astragalus cremnophylax fue descrita por  Barneby y publicado en Leaflets of Western Botany 5(5): 83–85, en el año 1948.
Etimología
Astragalus: nombre genérico derivado del griego clásico άστράγαλος y luego del Latín astrăgălus aplicado ya en la antigüedad, entre otras cosas, a algunas plantas de la familia Fabaceae, debido a la forma cúbica de sus semillas parecidas a un hueso del pie.
cremnophylax: epíteto